# 中龙欧飞飞机维修工程
中龙欧飞飞机维修工程有限公司（FL ARI Aircraft Maintenance & Engineering Company Ltd）是位于中国哈尔滨临空经济区的一家飞机维修工程公司。

## 历史
公司成立于2018年，为中飞租赁、国际飞机再循环有限公司与FL Technics(“FLT”)的合资公司，总投资额2300万美元，公司的成立主要是为了解决中龙飞机拆解基地仅能进行中国飞机拆解业务的问题。
2019年10月15日，公司获得中国民航局颁发的首张具备飞机拆解资质的维修许可证，公司与奥凯航空达成合作，承接其航班经停哈尔滨太平国际机场的航线维修保障业务。
现在中龙飞机拆解基地有限公司的拆解工业部分、技术人员、和资质都转到了中龙欧飞。